# Kostrzyń (gromada)
Kostrzyń – dawna gromada, czyli najmniejsza jednostka podziału terytorialnego Polskiej Rzeczypospolitej Ludowej w latach 1954–1972.
Gromady, z gromadzkimi radami narodowymi (GRN) jako organami władzy najniższego stopnia na wsi, funkcjonowały od reformy reorganizującej administrację wiejską przeprowadzonej jesienią 1954 do momentu ich zniesienia z dniem 1 stycznia 1973, tym samym wypierając organizację gminną w latach 1954–1972.
Gromadę Kostrzyń siedzibą GRN w Kostrzynie (w obecnym brzmieniu Kostrzyn) utworzono – jako jedną z 8759 gromad na obszarze Polski – w powiecie radomskim w woj. kieleckim, na mocy uchwały nr 13i/54 WRN w Kielcach z dnia 29 września 1954. W skład jednostki weszły obszary dotychczasowych gromad Kostrzyń, Kozłów, Ulów, Ulów kolonia i Jabłonna oraz kolonia Wojciechów z dotychczasowej gromady Żydy ze zniesionej gminy Potworów w tymże powiecie. Dla gromady ustalono 11 członków gromadzkiej rady narodowej.
1 stycznia 1956 gromada weszła w skład nowo utworzonego powiatu białobrzeskiego w tymże województwie.
31 grudnia 1961 do gromady Kostrzyń przyłączono tereny lasów państwowych Nadleśnictwa Białobrzegi obejmujące kompleks główny Borowina o powierzchni 1388,14 ha wraz z enklawami leśnymi obejmującymi grunty wsi Ługowice o powierzchni 17,75 ha i grunty wsi Tomczyce o powierzchni 46,01 ha ze znoszonej gromady Michałowice w powiecie grójeckim w woj. warszawskim, po czym gromadę Kostrzyń zniesiono, a jej obszar włączono do nowo utworzonej gromady Jabłonna w powiecie białobrzeskim.